# آدم فلك
آدم فلك (بالإنجليزية: Adam Falk)‏ هو فيزيائي أمريكي، ولد في 19 أبريل 1965.